# Microsoft BASIC
Microsoft BASIC是微軟公司建立其基礎的一项產品。它在1975年初次推出為Altair BASIC，這是首次BASIC（也是首個程式語言）可供Altair 8800業餘愛好者在微電腦上使用。